# Последний гейм
«Последний гейм» — советский цветной широкоэкранный художественный фильм, снятый режиссёром Юлием Слупским по мотивам повести Юрия Теппера «Поражение» на «Киностудии имени А. Довженко» в 1981 году.
Премьера фильма состоялась 7 июня 1982 года. Фильм посмотрели 2,5 млн зрителей.

## Сюжет
Игорь Балагура расследует загадочный случай самоубийства своего друга Стаса Оленича, открывая его тёмные стороны и желание достичь успеха любой ценой.

Не будь то сказано «из жизни спортсменов», можно было бы порассуждать о том, насколько логична, убедительна и занимательна детективная интрига: способный, но излишне честолюбивый парень, занявшись фарцовкой, попал в сети бандитской шайки и окончательно запутавшись в крупных спекуляциях ценностями, покончил жизнь самоубийством. Но ведь нам то и дело напоминают, что этот сбившийся с пути самоуверенный красавец — классный спортсмен, теннисист, участвующий в международном встречах, одна из первых ракеток страны. В рукоятке его ракетки и хранятся драгоценные камни — предмет крупной спекуляции и причина трагического финала.
— Н. Колесникова, журнал «Советский экран», №18, 1982 год

## В ролях
- Виктор Сарайкин — Игорь Балагура (озвучил Андрей Мягков)
- Елена Габец — Наташа, студентка, подруга Стаса, дочь профессора Донцова
- Николай Гринько — Викентий Ильич Оленич, отец Стаса, полковник
- Всеволод Гаврилов — Владимир Сергеевич Малаш, детский тренер, в прошлом чемпион Европы и СССР
- Сергей Подгорный — Виктор Аверин, следователь прокуратуры
- Александр Заднепровский — Стас Оленич
- Владимир Доброскок — Алексей, теннисист
- Людмила Иванова — Нина Петровна, соседка Оленичей
- Николай Досенко — Андрей Алексеевич Верховский, завлабораторией
- Евгений Паперный — Георгий, приятель Стаса

## Съёмочная группа
- Режиссёр: Юлий Слупский
- Сценаристы: Владимир Чёрный, Юлий Слупский
- Оператор: Василий Курач
- Художники: Александр Вдовиченко, Михаил Юферов
- Звукорежиссёр: Александр Кузьмин
- Композитор: Игорь Поклад